# Kienzle Uhren
Pour les articles homonymes, voir Kienzle.
Kienzle Uhren était un fabricant de montres allemand jusqu'en 2014. L'entreprise est fondée à Schwenningen am Neckar et avait plus récemment son siège à Hambourg. Les montres commercialisées sous la marque Kienzle aujourd'hui sont produites par d'autres fabricants. On peut utiliser la marque sous licence. Kienzle Uhren ne doit pas être confondu avec Kienzle Apparate (aujourd'hui Continental).

## Histoire
Kienzle Uhren est fondée en 1822 à Schwenningen am Neckar sous le nom de Deutsche Uhrenfabrik par le maître horloger Johannes Schlenker. Au début, Schlenker vend des horloges de la Forêt-Noire et vendues par des colporteurs. Au moment de son petit-fils Carl Johannes Schlenker et, après le mariage de sa sœur en 1883, son beau-frère Jakob Kienzle, des réveils et des mouvements régulateurs sont produits en série sous la signature Schlenker & Kienzle. Les 20 000 horloges murales et pendules produites chaque année sont toutes fabriquées manuellement. En 1893, 162 000 horloges et réveils sont fabriqués chaque année.
À partir de 1894, avec l'aide de la production industrialisée, on utilise des pièces individuelles préfabriquées et standardisées et des plaques ajourées afin notamment de réduire la quantité de matériel utilisé et donc les coûts des réveils et des horloges murales. Cette optimisation des processus de production est innovante à l'époque.
En 1897, Jakob Kienzle devient l'unique propriétaire, et après un certain temps, le nom de l'entreprise est changé pour simplement Kienzle. La production horlogère est élargie et modernisée, les activités internationales se développent. Dans les années qui suivent, des succursales à Milan, Paris et Londres sont créées en plus d'une usine en Bohême. Vers 1899, environ 400 employés produisent un million d'horloges et de réveils par an.
En 1900, l'entreprise lance la pointeuse, suivie des montres de poche bon marché, des réveils de voyage et des montres-bracelets pour femmes, et des premières horloges de bord pour automobiles.
Après la Première Guerre mondiale, l'industrie horlogère allemande traverse une crise permanente. Les conséquences de la guerre, de l'inflation et de la concurrence étrangère menacent les fournisseurs allemands. En 1926, les grandes manufactures horlogères négocient des coopérations et des fusions, et en 1928 les usines horlogères de Kienzle fusionnent avec Thomas Ernst Haller AG Schwenningen pour former Kienzle-Haller AG. Les discussions avec Friedrich Mauthe GmbH, également basée à Schwenningen, sont interrompues. Pendant ce temps, Kienzle Taxameter und Apparate AG (plus tard Kienzle Apparate) se sépare de Kienzle Uhrenfabriken et continue à exploiter toute la gamme d'instruments et d'appareils de contrôle pour les usines et les véhicules (principalement les taximètres et les pointeuses) sous sa propre responsabilité.
En 1931, Kienzle lance la « montre-bracelet robuste ». En raison de sa construction, cette montre est très résistante et plus de 25 millions d'exemplaires sont vendus. À la fin des années 1930, l'entreprise se lance dans la production de deux types d'horloges de table dans la catégorie de prix supérieure : l'« horloge du zodiaque » et l'« horloge universelle ». À partir de 1936, les produits sont présentés dans toute l'Allemagne dans des bus spécialement aménagés. En tant que développement ultérieur de l'horloge de voiture, la montre de 8 jours est construite dans les années 1930 et installée dans le tableau de bord du cockpit de l'avion. En 1939, Kienzle emploie plus de 3 500 personnes qui fabriquent 5 millions d'horloges par an. 
En 1956, la production de la Volksautomatik commence. Un rotor qui s'enroule dans les deux sens de rotation alimente le mécanisme en énergie. L'ancre est conçue comme un échappement à ancre en pierre breveté Kienzle.
Dans les années 1960 et 1970, l'entreprise devient le leader du marché en Allemagne. La première montre solaire ("Heliomat") est produite en 1963, la première montre à piles et le premier mouvement à quartz en 1972. Kienzle est la première entreprise à produire une montre-bracelet à quartz à DEL et présente le premier réveil de voyage à quartz.
La montre solaire développée en 1986 avec ses faibles besoins en lumière et son générateur solaire polycristallin est également une nouveauté. Au début des années 1990, l'entreprise développe une montre étanche jusqu'à 12 000 mètres de profondeur et présente le premier réveil radio-piloté au monde avec réglage analogique de l'heure de l'alarme.
En 1996, l'entreprise lance un nouveau mouvement radiocommandé. Le petit mécanisme intégré à deux moteurs, commandé par radio, se met en place plus rapidement que les autres mécanismes et constitue donc une première mondiale.
En 1997, Kienzle est repris par le groupe Highway Holdings. En 2002, l'entreprise revient en Allemagne avec la fondation de Kienzle AG. Le siège social de l'entreprise s'installe à Hambourg. La société achète notamment les droits de marque et commence à développer et à fabriquer trois nouvelles collections de montres dans différentes catégories de prix. En 2008, l'entreprise déménage son siège social dans une ancienne maison de marchand hambourgeoise à Hambourg-Harvestehude.
Début 2010, Kienzle doit déposer à nouveau le bilan et donc se restructure. En 2011, les droits mondiaux sur les marques appartiennent à Premier Trademarks AG en Suisse. Une tentative de redémarrage se termine en 2014 par une autre faillite. Cependant, les montres continueront d'être vendues sous le nom de Kienzle.